# Баљковица (Зворник)
Баљковица је насељено мјесто у Босни и Херцеговини које је међуентитетском линијом подијељено између града Зворник који припада Републици Српској и општине Сапна која припада Федерацији БиХ. Према попису становништва из 2013. године, у насељу је живјело свега 35 становника.

## Становништво
Према попису становништва из 1991. године, мјесто је имало 595 становника.
| Демографија | Демографија | Демографија |
| Година      | Становника  | Становника  |
| ----------- | ----------- | ----------- |
| 1948.       | 464         |             |
| 1953.       | 557         |             |
| 1961.       | 602         |             |
| 1971.       | 572         |             |
| 1981.       | 629         |             |
| 1991.       | 595         |             |